# Franz Josef Paradeis
Franz Josef Paradeis (* 15. November 1860 in Steegen/Aulendorf; † 1. Juni 1936 in Rottenburg am Neckar) war ein deutscher praktischer Arzt und Heimatforscher.

## Leben und Wirken
Franz Josef Paradeis studierte Medizin an der Eberhard Karls Universität Tübingen und der Julius-Maximilians-Universität Würzburg. In Würzburg promovierte er 1888 zum Dr. med. Im Laufe seiner ärztlichen Tätigkeit kam er 1898 nach Rottenburg am Neckar, wo er seine ärztliche Tätigkeit bis 1932 ausübte. Neben seiner Hausarztpraxis war er über viele Jahre Anstaltsarzt beim württembergischen Landesgefängnis in Rottenburg sowie Arzt im Bürgerspital.
Einen bedeutenden Namen machte sich Paradeis jedoch durch seine umfangreichen anthropologischen und archäologischen Untersuchungen bezüglich der Entstehung, Entwicklung und Verbleib des römischen "Sumelocenna", der Vorgängersiedlung des heutigen Rottenburgs. Hierüber legte er zahlreiche Abhandlungen vor allem in regionalen Zeitschriften (z. B. Reutlinger Geschichtsblätter, Fundberichte aus Schwaben oder den Veröffentlichungen des Sülchgauer Altertumsvereins) vor.

## Veröffentlichungen (Auswahl)
- Zur Diagnose und Prognose der Axillarislähmung nach Schulterluxation. Dissertation Universität Würzburg 1888.
- Zwei außerordentliche Naturereignisse vom 21. Juli 366 und vom 3. Januar 1112, insbesondere eine Beleuchtung einer dunklen Vorzeit von Rottenburg am Neckar, seiner näheren und weiteren Umgebung. In: Reutlinger Geschichtsblätter, Bd. 16 (1905), S. 2–3 u. 34–44 (hierzu insgesamt 9 Fortsetzungen bis Bd. 19) (1908).
- Sumelocenna, Sülchen, Landskron. Im Anschluß die nachbarlichen Höhenfluchtsgründungen nach dem Naturereignis von 1012, insbesondere die Altstadt und die Altstatt als Not- und Interimsburg der Sülchgaugrafen hervorgehend als - eine Interims-"Zolorin" -, die Wiederangefangene Stadt (noch ohne Namen) bis Rottenburg mit einem Anhang über Epigraphik. Bader, Rottenburg 1935.